# 12089 Maichin
12089 Maichin este un asteroid din centura principală de asteroizi.

## Descriere
12089 Maichin este un asteroid din centura principală de asteroizi. A fost descoperit pe 20 aprilie 1998 la Socorro, New Mexico, în cadrul proiectului LINEAR. Asteroidul prezintă o orbită caracterizată de o semiaxă mare de 2,35 ua, o excentricitate de 0,12 și o înclinație de 3,4° în raport cu ecliptica.